# 7-ма гвардійська армія (СРСР)
7-ма гварді́йська а́рмія (7 гв. А) — гвардійська загальновійськова армія у складі Збройних сил СРСР під час Німецько-радянської війни з 1943 до 1945 та післявоєнний час.

## Командування
- Командувач:
  - генерал-лейтенант з жовтня 1943 генерал-полковник Шумилов М. С. (квітень 1943 — травень 1945).